# Stephen Hales
Pour les articles homonymes, voir Hales.
Stephen Hales (17 septembre 1677 à Bekesbourne dans le Kent – 4 janvier 1761 à Teddington dans le Middlesex) est un physiologiste, chimiste et inventeur britannique et un prêtre anglican.

## Biographie

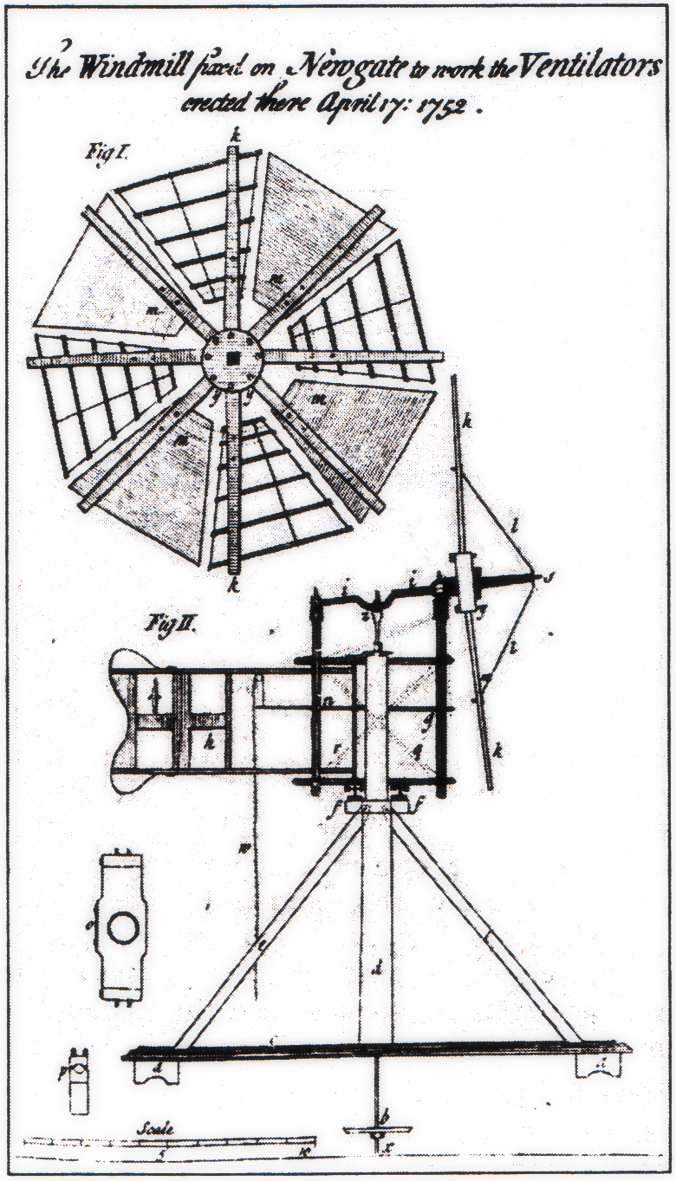
Moulin à vent actionnant le ventilateur à la prison de Newgate

Issu d'une famille noble, Hales naît à Bekesbourne, dans le Kent. Destiné à l'état ecclésiastique, il est envoyé en juin 1696 au Corpus Christi College de l'université de Cambridge, pour y faire des études de théologie, et, en février 1703, il y est chargé de cours. Durant ses loisirs il se livre avec passion à l'étude de la botanique et de l'anatomie, confirmant des goûts pour les sciences naturelles qu'il avait montrés très tôt.

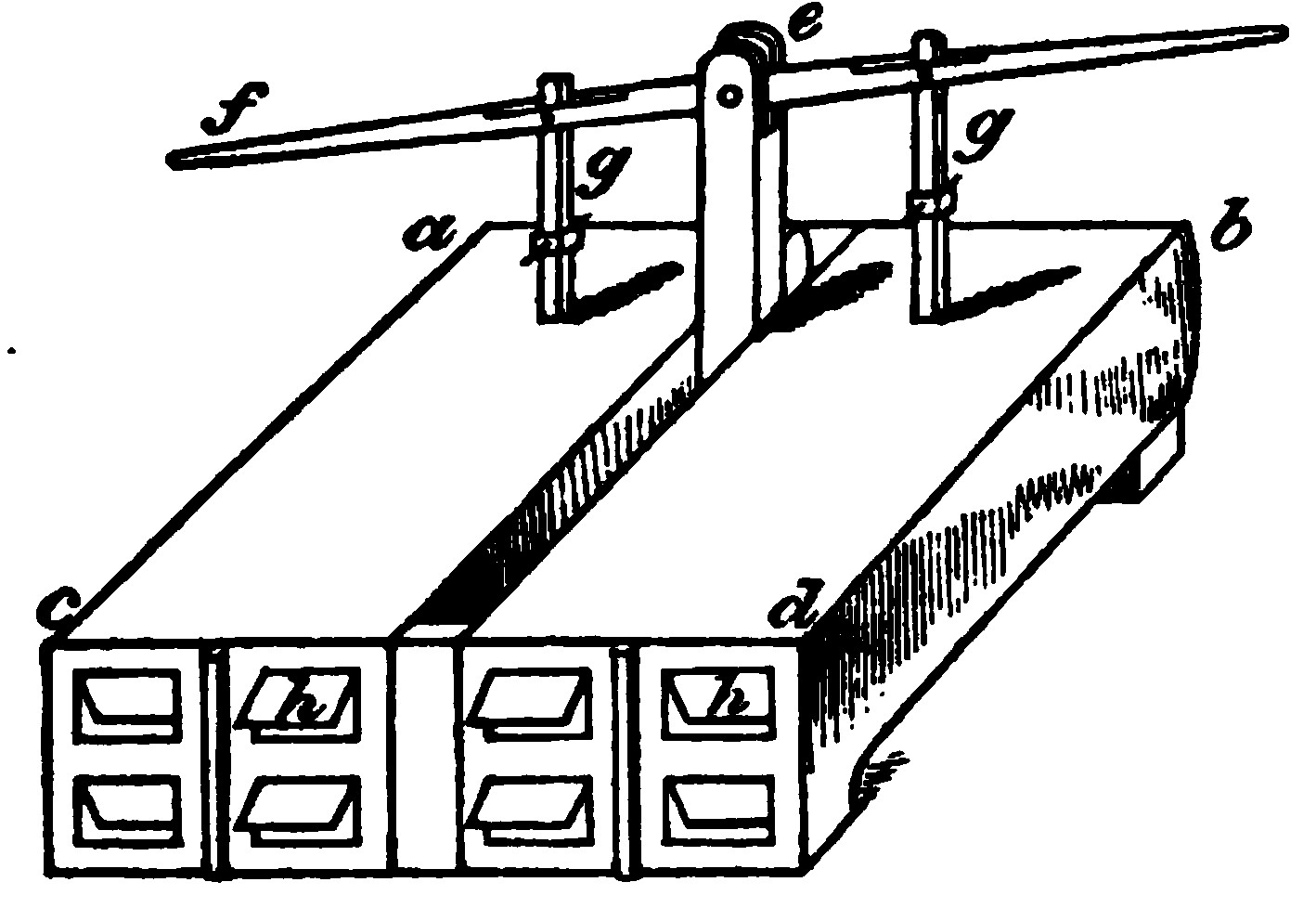
La caisse à ventilateur de Stephen Hales se compose de deux caisses en bois parallèles (a,b,c,d) dans lesquelles l'air est aspiré ou refoulé par une série de valves (h)

En 1708, il est nommé au vicariat de Teddington dans le Middlesex, où il restera jusqu'à la fin de sa vie. Il devient aussi recteur de Porlock dans le Somerset, puis également celui de Faringdon dans le Hampshire. Ces deux bénéfices ecclésiastiques supplémentaires, obtenus par faveur, le mettent dans une bonne position de fortune. En 1717, il est élu membre de la Royal Society, qui lui décernera en 1739 la médaille Copley pour ses travaux sur les calculs de la vessie. En 1732, il est nommé membre d'un comité qui étudie l'établissement d'une colonie en Géorgie. En 1733, il devient docteur en théologie de l'université d'Oxford.
Mais il paraît plus intéressé par l'étude des sciences naturelles et l'invention de machines que par l'avancement qu'il aurait pu obtenir au sein de l'Église. Il étudie le rôle de l'air et de l'eau chez les plantes et les animaux. Il décrit les mouvements de l'eau dans les plantes et montre qu'elles absorbent de l'air. Il découvre les dangers de respirer dans des poches d'air stagnant. Il publie en 1741 son invention de ventilateurs destinés à renouveler l'air dans les mines, les hôpitaux, les prisons et les parties basses des navires. Vers 1747, un de ces ventilateurs est installé dans la prison The Savoy de Londres. Devant le recul des décès provoqués par la « fièvre des prisons », l'usage de tels ventilateurs se généralise dans ces établissements, ainsi que dans les hospices, les navires et les greniers à blé. Leur emploi se répand également en France, où Hales aurait obtenu du roi Louis XV, pendant une des guerres avec la France, l'autorisation de faire installer de tels dispositifs dans les dépôts où étaient retenus des prisonniers anglais.

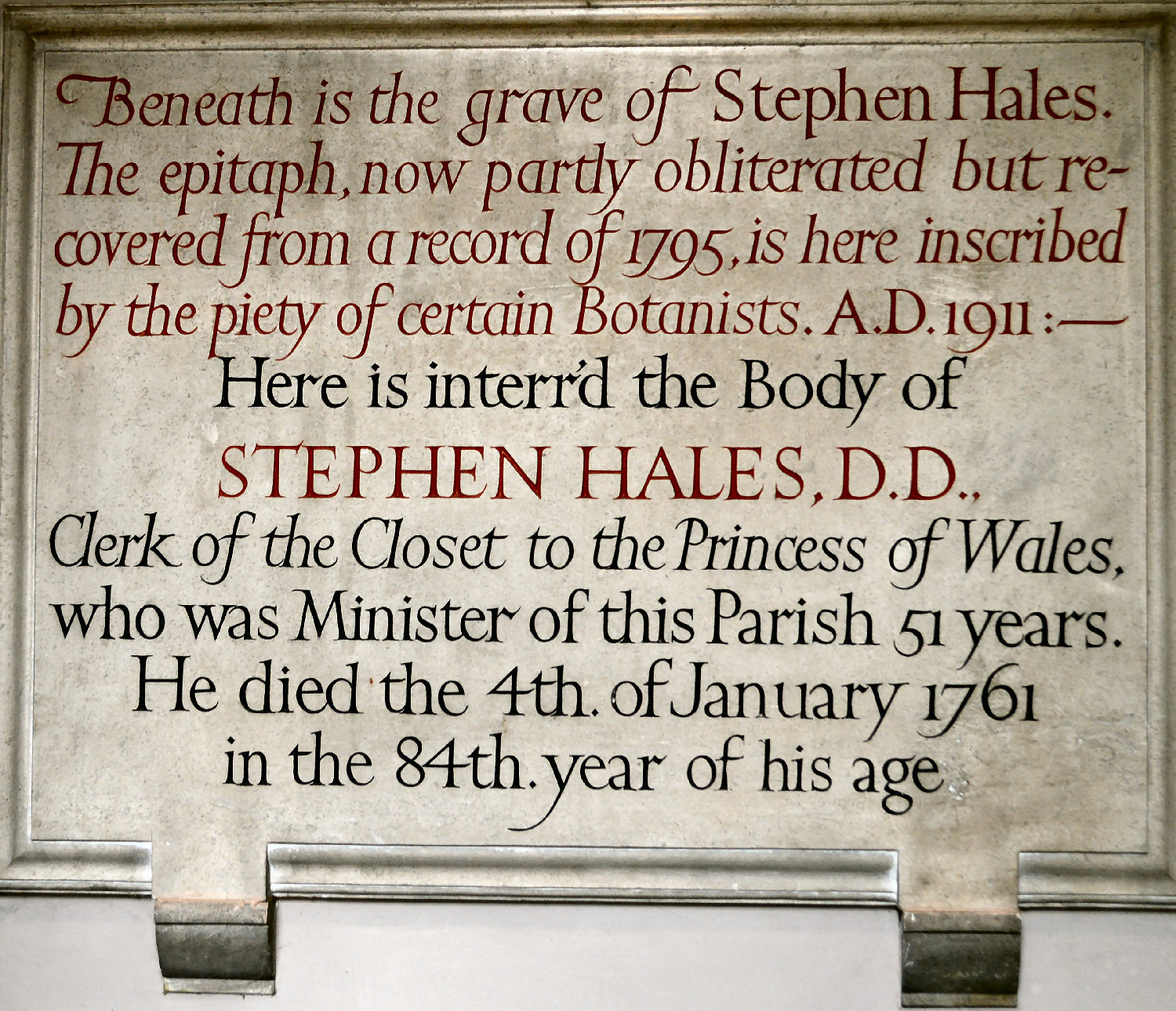
Monument à Stephen Hales dans l'église paroissiale de Teddington, où il était le prêtre

Dans sa modeste cure de Teddington, il reçoit des personnages parmi les plus considérables du royaume, dont Frederick, prince de Galles, qui aime le visiter. À la mort du prince en 1751, il est nommé, en quelque sorte malgré lui, aumônier de la princesse douairière de Galles, et ensuite chanoine de Windsor. À la mort de sir Hans Sloane en 1753, il devient membre associé étranger de l'Académie des sciences de France, le 14 février 1753. Il meurt à Teddington le 4 janvier 1761 à l'âge de 83 ans. Il est enterré sous la tour de son église.

## Principaux travaux

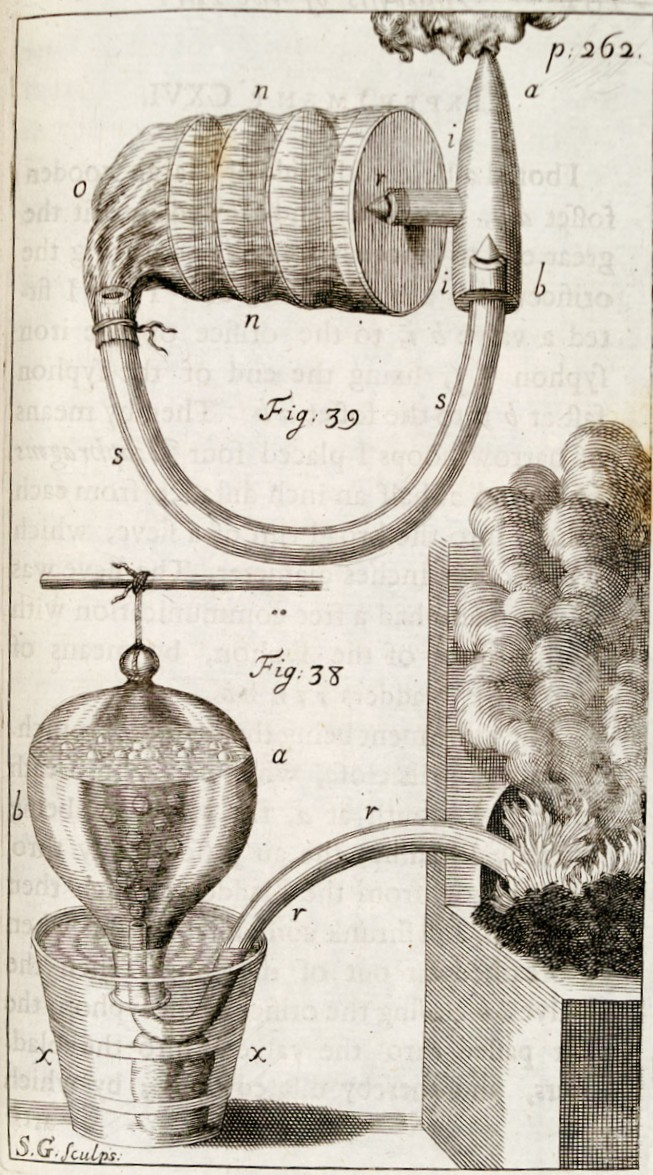
Page tirée de Statique des végétaux

Pionnier de la physiologie expérimentale, il montre que la moelle épinière sert de médiateur à certains réflexes. Il étudie les calculs rénaux et biliaires et suggère l'utilisation de solvant qui pourrait les réduire sans intervention chirurgicale. Il invente le forceps.
Hales est surtout connu pour ses Essais statiques (Statical Essays). Le premier volume Statique des végétaux (Vegetable staticks) (1727) contient le compte rendu d'un bon nombre d'expériences sur la physiologie des plantes : les pertes en eau des plantes par évaporation, la vitesse de croissance des pousses et des feuilles, les variations de la puissance d'absorption des racines à différents moments de la journée. Le second, relatif à la circulation sanguine, Haemastaticks (1733), contient des descriptions d'expérience sur la force du sang pour divers animaux, sa vitesse d'écoulement et la capacité de différents vaisseaux sanguins.
Par ses inventions d'appareils ingénieux, Hales permit d'ouvrir de nouveaux champs d'études en physiologie végétale et en chimie. On lui doit ainsi la mise au point, en 1727, du montage par déplacement d'eau qui lui permit d'identifier le gaz produit et de déterminer son volume lors d'une réaction biochimique dans le cadre de ses expérimentations en physiologie végétale. Ce montage fut d'ailleurs utilisé et perfectionné par d'autres scientifiques comme Henry Cavendish en 1766 et Joseph Priestley en 1774 durant leurs travaux de recherche sur la chimie des gaz.

## Œuvres (sélection)
- Statique des végétaux (1727)
  - Traduction française par Buffon (1735) — premier ouvrage de celui-ci

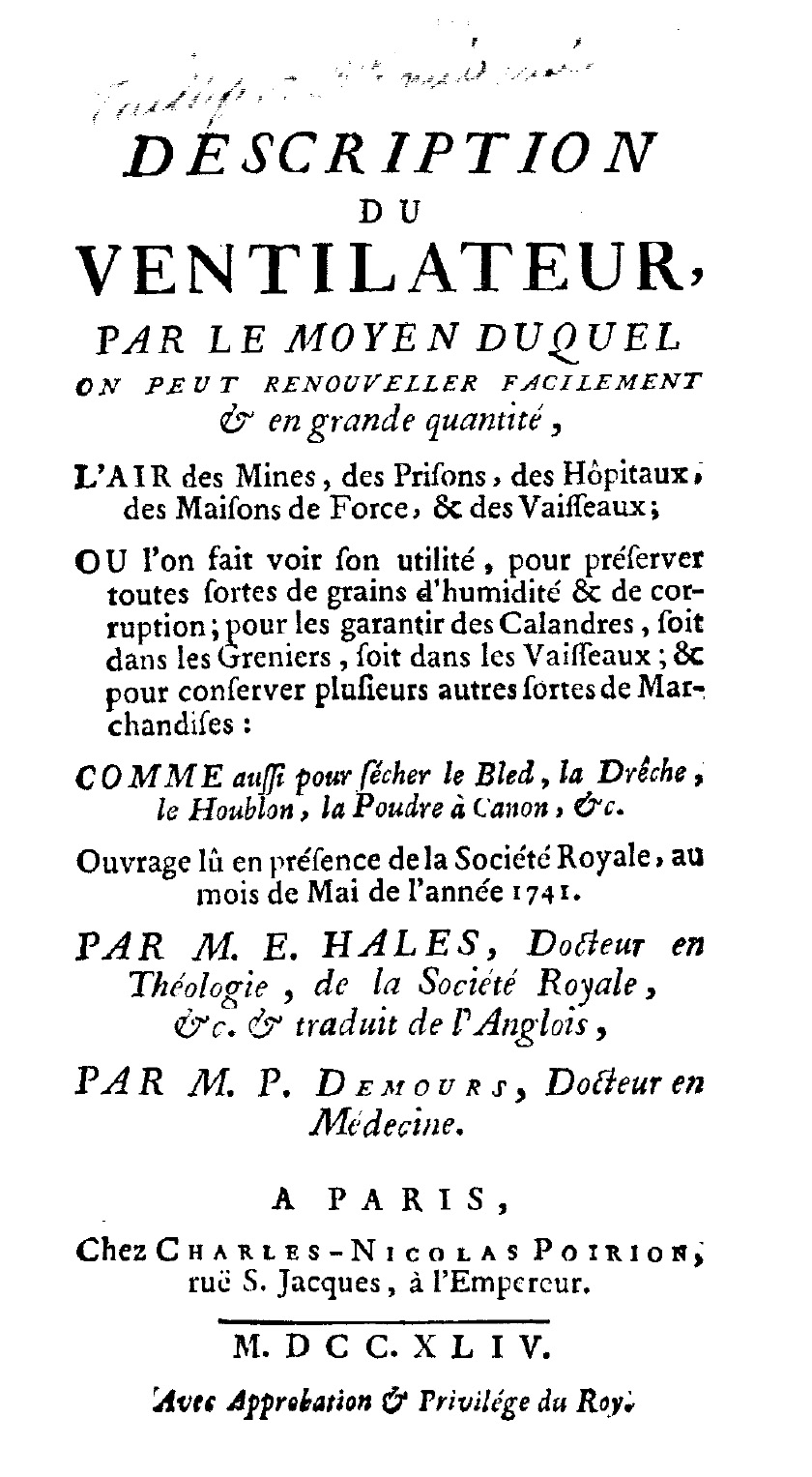
Description du ventilateur (Description of ventilators), 1744

  - Description du ventilateur (Description of ventilators), 1744Traduction italienne, par Maria Angela Ardinghelli Statica de' vegetabili ed analisi dell'aria, Naples, Giuseppe Raimondi, 1756 — Avec commentaires de la traductrice
- Haemastaticks (1733)
  - Traduction française par Sauvages de Lacroix sous le titre de Statique des animaux, Genève, (1744)
  - Traduction italienne, d'après l'anglais et le français, par Maria Angela Ardinghelli, Naples — En ligne : vol. 1 (1750) ; vol. 2 (1752) — La traductrice ajoute, en les distinguant, ses commentaires à ceux de Sauvages ; elle fait les corrections qui s'imposent
- Instructions pour les mariniers : contenant la manière de rendre l'eau de mer potable, de conserver l'eau douce, le biscuit, le bled, et de saler les animaux, diverses autres expériences physiques
  - Traduction française par François de Bremond (1740).
- On the solution of stone in the bladder (Sur les moyens de dissoudre la pierre dans la vessie), Londres (1739), qui lui valut la médaille Copley

## Hommages
- Le genre botanique Halesia et la famille botanique Halesiaceae
- Le prix Stephen Hales de l'American Society of Plant Biologists[3]

## Sources
- Marie-Nicolas Bouillet  et Alexis Chassang (dir.), « Stephen Hales » dans Dictionnaire universel d’histoire et de géographie, 1878 (lire sur Wikisource)